# Archäologische Quellen
Die Archäologischen Quellen (abgekürzt: Arch. Quellen) sind eine 2017 erstmals herausgegebene wissenschaftliche Monografienreihe, die von der Deutschen Gesellschaft für Ur- und Frühgeschichte (DGUF) in Zusammenarbeit mit deutschen Grabungsunternehmen aufgelegt wird.
Die Reihe trägt der in der Bundesrepublik Deutschland zunehmenden Zahl von verursacherfinanzierten Ausgrabungen Rechnung, für deren Ausführung Grabungsfirmen bestellt werden. Sie bietet den dort tätigen Wissenschaftlern, die oft nicht über die Ressourcen von Universitäten und Denkmalämtern verfügen, die Möglichkeit, ihre Ergebnisse zeitnah veröffentlichen zu können. Publiziert werden Grabungsberichte, die von den Wissenschaftlern nach Abschluss einer Ausgrabung als Archivdokumentation nach den Richtlinien der jeweils zuständigen Denkmalbehörde erstellt werden. Sie stehen mit den Archäologischen Quellen nun zum einen einer breiten Öffentlichkeit, zum anderen der Fachwelt als Grundlage weiterer Forschungsarbeit zur Verfügung.
Die Archäologischen Quellen sind sowohl im Open Access an der Universitätsbibliothek Heidelberg als auch in gedruckter Form über den Buchhandel beziehbar.
Herausgeber der Reihe sind Frank Siegmund (leitend) und Diane Scherzler.